# Psychoda triaciculata
Psychoda triaciculata är en tvåvingeart som beskrevs av Satchell 1950. Psychoda triaciculata ingår i släktet Psychoda och familjen fjärilsmyggor. Inga underarter finns listade i Catalogue of Life.